# 바니디루카
바니디루카(이탈리아어: Bagni di Lucca)는 이탈리아 토스카나주 루카도에 있는 코무네이다.

## 자매 도시
- 이탈리아 론가로네